# Eothinia triphaea
Eothinia triphaea är en hjuldjursart som beskrevs av Harry K. Harring och Myers 1924. Eothinia triphaea ingår i släktet Eothinia och familjen Notommatidae. Arten är reproducerande i Sverige. Inga underarter finns listade i Catalogue of Life.